# Palazzo Bottigella
Palazzo Bottigella è un edificio situato nel centro storico di Pavia, in Lombardia. Il palazzo è uno degli edifici rinascimentali più significativi di Pavia e sorge nell'antico quartiere di porta Palacense, presso la quale era situato il palazzo Reale.

## Storia
Fin dal Duecento la famiglia aristocratica pavese dei Bottigella era radicata nell’antico quartiere di porta Palacense, dove la consorteria possedeva numerose case, soprattutto nella parrocchia della scomparsa chiesa di San Romano Maggiore. A partire dagli anni’70 del Quattrocento Giovanni Francesco Bottigella implementò il patrimonio immobiliare della stirpe acquisendo altri edifici posti nell’area e, tra il 1492 e il 1497, decise di rinnovare radicalmente il proprio palazzo, trasformandolo su progetto di Giovanni Antonio Amadeo in un edificio degno della ricchezza e del prestigio della famiglia. Per la sua imponenza ed eleganza il palazzo fu spesso scelto come sede per ospitare personaggi di riguardo, come Ludovico il Moro, Anna di Foix o gli ambasciatori veneziani in missione nel ducato. Il palazzo rimase ai Bottigella fino al 1705, e, dopo essere passato di mano tra diversi proprietari, nel 1938 fu acquistato dalle suore benedettine di Voghera, che lo trasformarono in un istituto scolastico, e tale rimase fino agli anni 2000, quando le religiose cedettero a privati la proprietà.

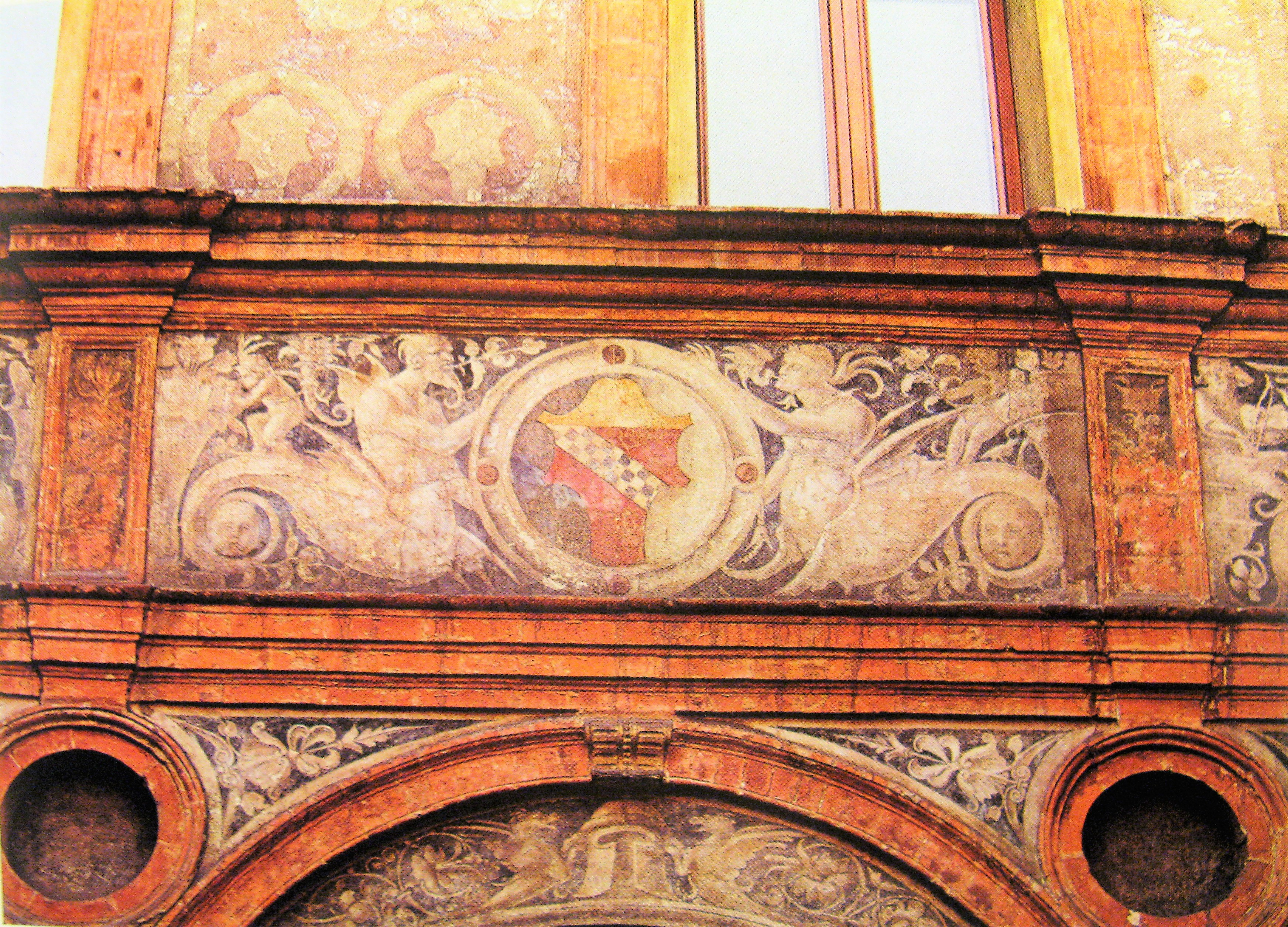
Dettaglio degli affreschi del cortile.
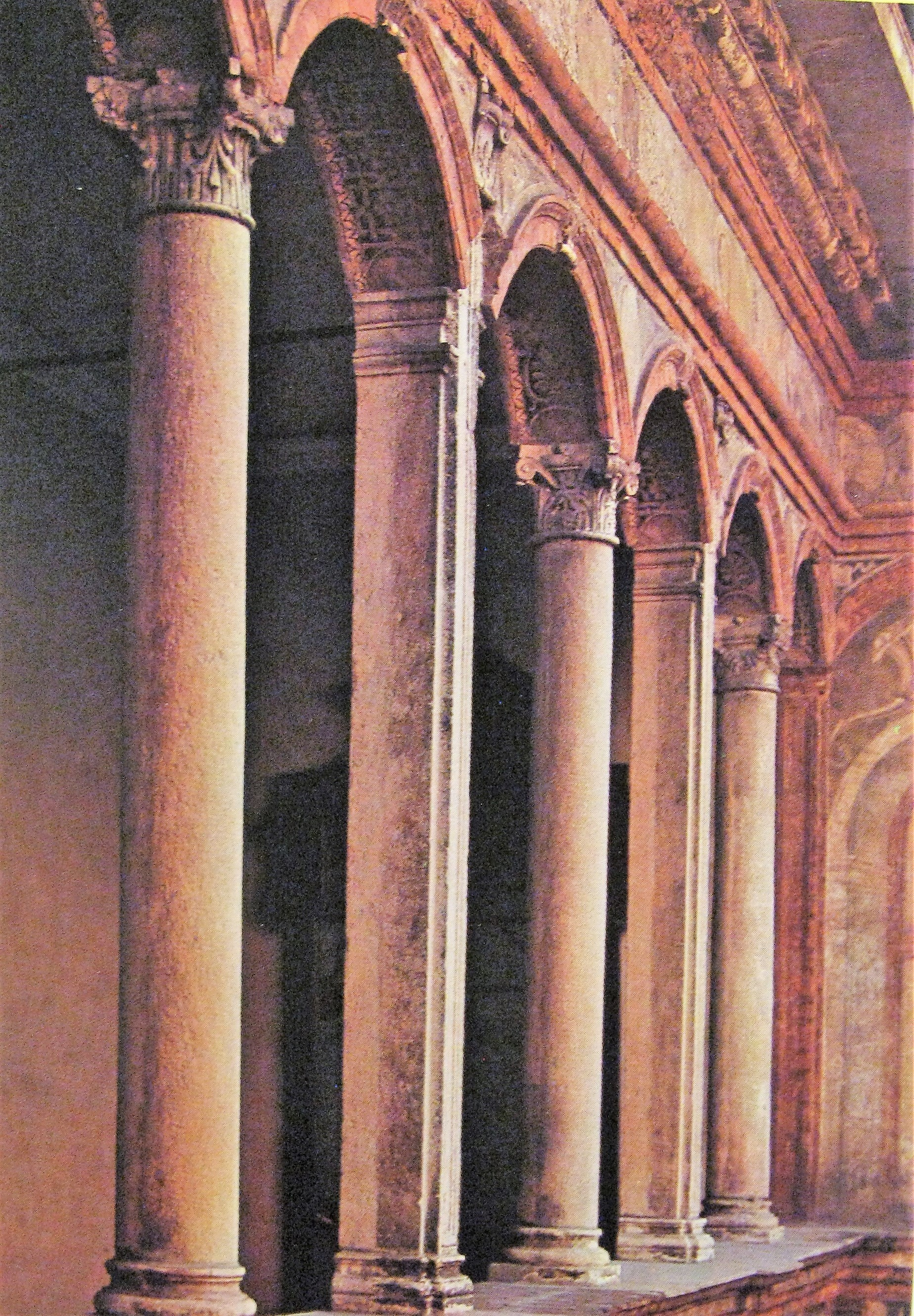
Colonne del loggiato.
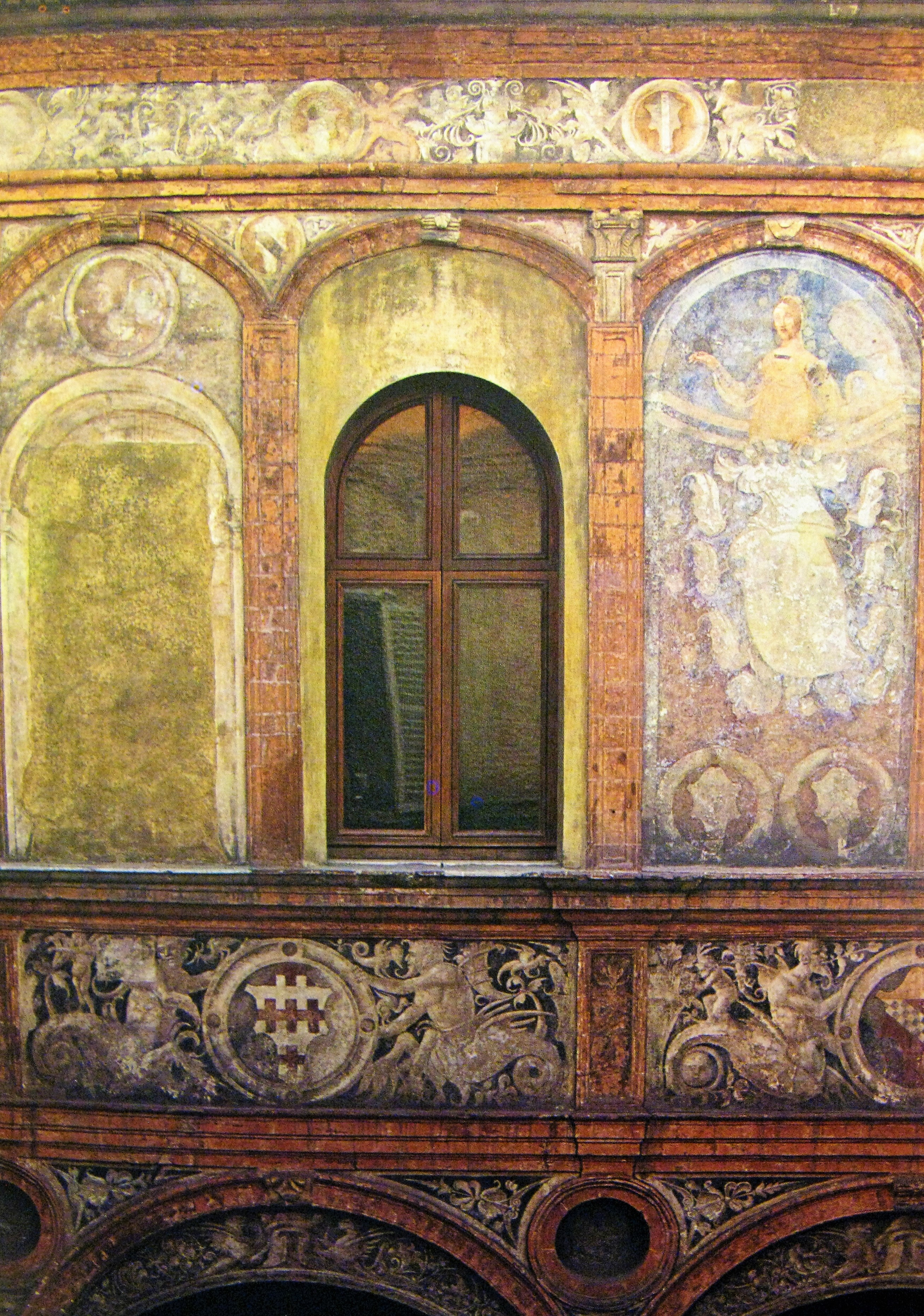
Dettaglio degli affreschi del cortile.
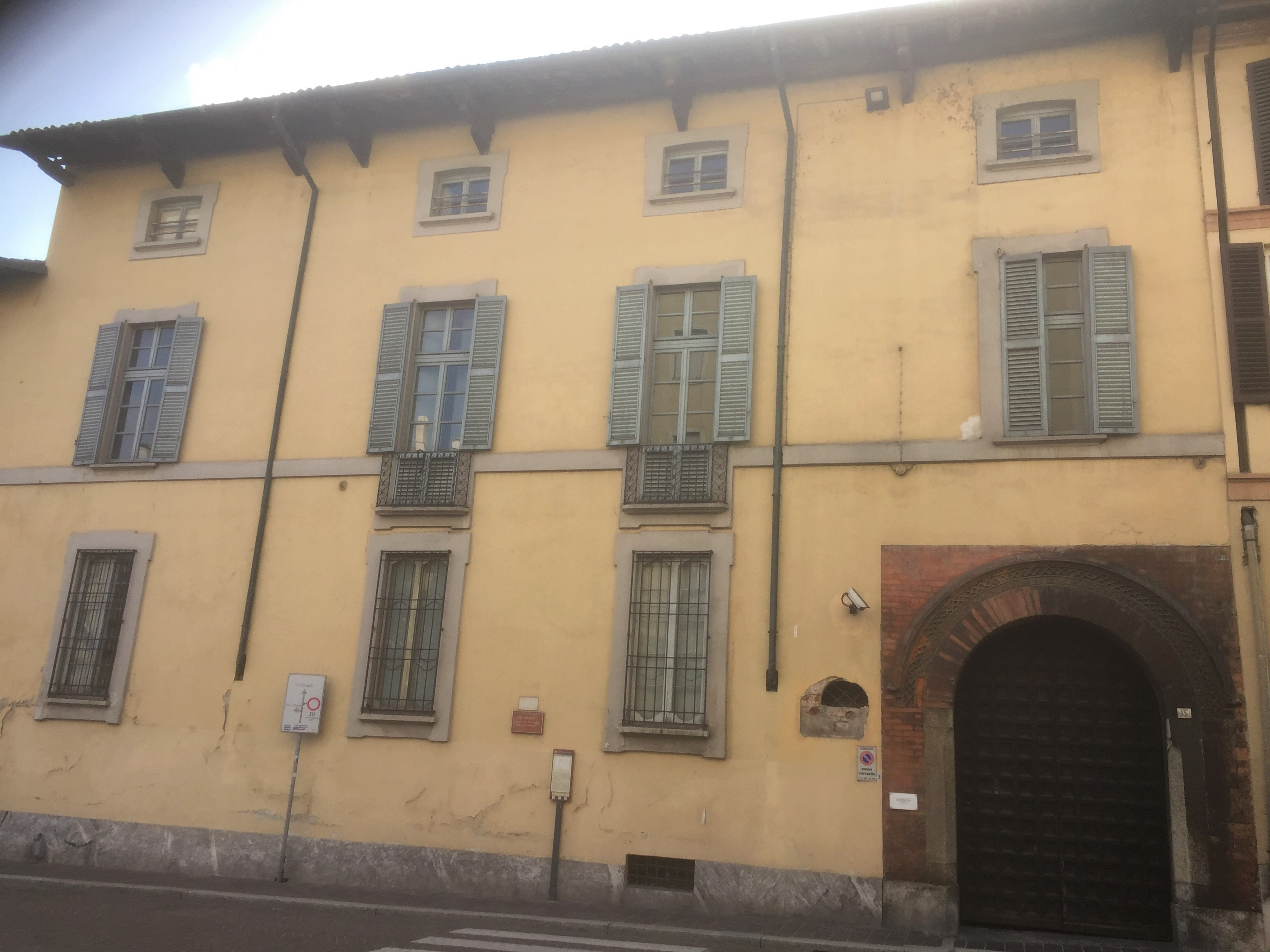
La facciata

## Descrizione
La maggiore difficoltà che dovette affrontare l’Amadeo fu quella di trasformare le numerose abitazioni presenti nell’area e acquisite o ereditate da Giovanni Francesco Bottigella in un edificio degno del committente. Per far questo, l’architetto rinnovò il complesso strutturandolo su un cortile “apparentemente” quadrato e porticato su due piani, accorgimento abilmente utilizzato per nascondere, dietro un impianto regolare, una struttura fortemente condizionata dalle preesistenze.
Esternamente il palazzo si presenta nella veste che acquisì in età barocca, quando vennero modificate le aperture originali e la facciata, forse un tempo dipinta, venne intonacata, lasciando tuttavia intatto il portone d’ingresso, precedente alle ristrutturazioni intraprese da Giovanni Francesco Bottigella, dato che risale alla prima metà del Quattrocento.
Il cortile interno è strutturato su tre lati, tutti dotati di doppio loggiato, formato da archi a tutto sesto, mentre il quarto lato, più profondo degli altri, è porticato con archi a tutto sesto ribassati ed è privo di loggiato. Tale scelta è dettata dal fatto che su questo fronte, al primo piano, si trova la grande stanza, coperta da un soffitto a cassettoni dipinti, destinata ai ricevimenti. La grande abilità dell’Amadeo sta principalmente nel far percepire all’osservatore, tramite un abile gioco illusionistico creato variando l’ampiezza delle scansioni, uguali per numero su ogni lato, che la pianta del cortile sia regolare, mentre invece, dato l’adattamento di edifici preesistenti, è trapezoidale. La corte è ornata da eleganti pitture, di autore anonimo, che raffigurano stemmi, motivi vegetali, candelabre, figure e animali fantastici, molto in voga nella decorazione lombarda degli anni’90 del Quattrocento e molto simili a quelle che decorano gli edifici della piazza Ducale di Vigevano. Alle spalle della corte, in origine, si trovava il giardino, ora purtroppo non più esistente.
Il palazzo subì rimaneggiamenti nei secoli successivi, e in particolare nel Settecento, quando fu inserito il grande scalone barocco nel lato est e fu modificata la decorazione di alcune sale, che conservano stucchi settecenteschi, mentre, curiosamente, la colonna dell’angolo nord- ovest del cortile fu tolta per agevolare il passaggio delle carrozze.